# División de Honor 1999-2000 (hockey su pista)
La División de Honor 1999-2000 è stata la 31ª edizione del torneo di primo livello del campionato spagnolo di hockey su pista; disputato tra il 19 settembre 1999 e il 16 aprile 2000 si è concluso con la vittoria del Barcellona, al suo tredicesimo titolo.

## Stagione

### Formula
La División de Honor 1999-2000 vide ai nastri di partenza sedici club; la manifestazione fu organizzata con un girone all'italiana, con gare di andata e ritorno per un totale di 30 giornate: erano assegnati due punti per l'incontro vinto e un punto a testa per l'incontro pareggiato, mentre non ne era attribuito alcuno per la sconfitta. Al termine del campionato la squadra prima classificata venne proclamata campione di Spagna mentre le ultime tre retrocedettero direttamente in Primera Division, il secondo livello del campionato.

## Classifica finale stagione regolare
|                   | Pos. | Squadra         | Pt | G  | V  | N | P  | GF  | GS  | DR   |
| ----------------- | ---- | --------------- | -- | -- | -- | - | -- | --- | --- | ---- |
| Spagna (bandiera) | 1.   | Barcellona      | 52 | 30 | 25 | 2 | 3  | 162 | 42  | +120 |
|                   | 2.   | Liceo La Coruña | 47 | 30 | 22 | 3 | 5  | 154 | 76  | +78  |
|                   | 3.   | Igualada        | 44 | 30 | 18 | 8 | 4  | 123 | 76  | +47  |
|                   | 4.   | Reus Deportiu   | 39 | 30 | 16 | 7 | 7  | 112 | 101 | +11  |
|                   | 5.   | Noia            | 37 | 30 | 16 | 5 | 9  | 110 | 95  | +15  |
|                   | 6.   | Voltregà        | 36 | 30 | 16 | 4 | 10 | 101 | 89  | +12  |
|                   | 7.   | Vic             | 34 | 30 | 14 | 6 | 10 | 89  | 76  | +13  |
|                   | 8.   | Flix            | 32 | 30 | 14 | 4 | 12 | 119 | 124 | -5   |
|                   | 9.   | Vilafranca      | 27 | 30 | 11 | 5 | 14 | 87  | 91  | 4    |
|                   | 10.  | Alcobendas      | 26 | 30 | 11 | 4 | 15 | 87  | 101 | -14  |
|                   | 11.  | Tordera         | 24 | 30 | 10 | 4 | 16 | 81  | 97  | -16  |
|                   | 12.  | Blanes          | 24 | 30 | 9  | 6 | 15 | 89  | 114 | -25  |
|                   | 13.  | Maçanet         | 22 | 30 | 8  | 6 | 16 | 68  | 102 | -34  |
|                   | 14.  | Mataró          | 18 | 30 | 6  | 6 | 18 | 82  | 135 | -53  |
|                   | 15.  | Tenerife        | 15 | 30 | 4  | 7 | 19 | 73  | 111 | -38  |
|                   | 16.  | Piera           | 3  | 30 | 0  | 3 | 27 | 63  | 166 | -103 |

Legenda:
  Vincitore della Coppa del Re 2000.
  Partecipa ai play-off.
      Campione di Spagna e ammessa alla CERH Champions League 2000-2001.
      Ammesse alla CERH Champions League 2000-2001.
      Ammesse alla Coppa CERS 2000-2001.
      Retrocesse in Primera Division 2000-2001.
Note:
Due punti a vittoria, uno a pareggio, zero a sconfitta.